# Arachnion
Arachnion Schwein. (pająkowiec) – rodzaj grzybów z rodziny pieczarkowatych (Agaricaceae).

## Systematyka i nazewnictwo
Pozycja w klasyfikacji: Agaricaceae, Agaricales, Agaricomycetidae, Agaricomycetes, Agaricomycotina, Basidiomycota, Fungi (według Index Fungorum).
Takson utworzył w 1822 r. Lewis David von Schweinitz. Polską nazwę podał Feliks Tedorowicz w 1939 r. Synonim naukowy Scoleciocarpus Berk.
Niektóre gatunki
- Arachnion alborosellum Verwoerd 1926
- Arachnion album Schwein. 1822
- Arachnion bovista Mont. 1849
- Arachnion firmoderma Verwoerd 1926
- Arachnion iriemae Rick 1961
- Arachnion iulii Quadr. 1996
- Arachnion lazoi Demoulin 1972
- Arachnion lloydianum Demoulin 1972 – pająkowiec biały
- Arachnion rufum Lloyd 1906
- Arachnion scleroderma Lloyd 1915

Wykaz gatunków i nazwy naukowe na podstawie Index Fungorum. Nazwa polska według Władysława Wojewody.